# Polkamazurka
Polka-mazurka är en pardans i måttlig 3/4 takt, med rörelsemotiv både från polkan och mazurkan. Polka-mazurkan uppkom i Tyrolen vid mitten av 1800-talet.